# Jurij Smolytsch

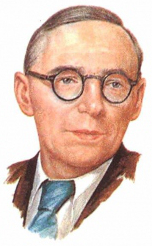
Jurij Smolytsch

Jurij Kornijowytsch Smolytsch (ukrainisch Юрій Корнійович Смолич, russisch Юрий Корнеевич Смолич Juri Kornejewitsch Smolitsch; * 25. Junijul. / 8. Juli 1900greg. in Uman, Gouvernement Kiew, Russisches Kaiserreich; † 16. August 1976 in Kiew, Ukrainische SSR) war ein ukrainisch-sowjetischer Schriftsteller, Journalist, Theaterkritiker und Herausgeber.
Jurij Smolytsch kam als jüngerer Bruder des Kirchenhistorikers Igor Smolitsch in der heute ukrainischen Stadt Uman zur Welt. Er gilt als einer der Begründer der sowjetisch-ukrainischen Prosa. Von 1971 bis 1973 war Jurij Smolytsch, in Nachfolge von Oles Hontschar, Vorsitzender des Nationalen Schriftstellerverbandes der Ukraine.
Er starb im Alter von 76 Jahren in Kiew und wurde dort auf dem Baikowe-Friedhof beerdigt.
Smolytsch erhielt zahlreiche Ehrungen, darunter zweimal den Leninorden und, vor allem für seine Tätigkeit gegen die ukrainischen Emigrantengruppen, den Titel Held der sozialistischen Arbeit.